# (26819) 1987 QH7
(26819) 1987 QH7 est un astéroïde de la ceinture principale d'astéroïdes découvert en 1987.

## Description
(26819) 1987 QH7 a été découvert le 23 août 1987 à l'observatoire Palomar, situé au nord de San Diego en Californie, par Eleanor Francis Helin.

### Caractéristiques orbitales
L'orbite de cet astéroïde est caractérisée par un demi-grand axe de 2,58 UA, un périhélie de 1,74 UA, une excentricité de 0,33 et une inclinaison de 4,40° par rapport à l'écliptique. Du fait de ces caractéristiques, à savoir un demi-grand axe compris entre 2 et 3,2 UA et un périhélie supérieur à 1,666 UA, il est classé, selon la JPL Small-Body Database, comme objet de la ceinture principale d'astéroïdes.

### Caractéristiques physiques
(26819) 1987 QH7 a une magnitude absolue (H) de 14,9 et un albédo estimé à 0,228.